# USS LST-1145
O USS LST-1145 foi um navio de guerra norte-americano da classe LST que operou durante a Segunda Guerra Mundial.